# Ernie Peppiatt
Ernest James Peppiatt, detto Ernie (Londra, 27 luglio 1917 – Matangi, 4 settembre 1979), è stato un sollevatore britannico.

## Carriera
Nato nel quartiere londinese di St Pancras, militò nel Kentish Town Weightlifting Club. Prese parte ai Giochi olimpici di Londra 1948, classificandosi al quindicesimo posto. Partecipò ai campionati mondiali ed europei di Parigi del 1946, piazzandosi rispettivamente all'ottavo e al quinto posto.
Nel 1949 conquistò la medaglia d'oro ai campionati europei di Scheveningen con 335 kg. alzati, in una gara che valeva anche per il titolo mondiale. Prese parte inoltre ai Giochi dell'Impero Britannico del 1950 che si svolsero ad Auckland, dove si infortunò dopo le prime due alzate.
Fu l'allenatore della squadra britannica di sollevamento pesi ai Giochi olimpici di Tokyo nel 1964. In Nuova Zelanda emigrò in seguito stabilendosi nella cittadina di Matangi, nel distretto di Waikato, dove muore nel settembre del 1979 a 62 anni.